# Élections municipales de 2005 en Abitibi-Témiscamingue
Les élections municipales québécoises de 2005 se déroulent le 6 novembre 2005. Elles permettent d'élire les maires et les conseillers de chacune des municipalités locales du Québec, ainsi que les préfets de quelques municipalités régionales de comté.
Elles permettent de déterminer les maires et les conseillers de chacune des municipalités locales de même que certains préfets. Ces élections sont les premières tenues en vertu de la Loi sur les élections et les référendums dans les municipalités adoptée en 2001 par l'Assemblée nationale du Québec, qui instaure une nouvelle procédure prévoyant de tenir les élections de tous les postes municipaux dans toutes les municipalités la même journée.

## Abitibi-Témiscamingue

### Amos
| Candidats pour la mairie            | Vote  | %     |
| ----------------------------------- | ----- | ----- |
| Ulrick Chérubin (Sortant)           | 3 830 | 84,31 |
| Denys Campeau                       | 461   | 10,15 |
| Gilles Blais                        | 229   | 5,04  |
| Robert Audette                      | 23    | 0,50  |
| Nombre d'électeurs inscrits : 9 611 |       |       |

### Angliers
| Candidats pour la mairie          | Vote | %     |
| --------------------------------- | ---- | ----- |
| Paul Coulombe (Sortant)           | 120  | 56,07 |
| Lyna Pine                         | 94   | 43,93 |
| Nombre d'électeurs inscrits : 248 |      |       |

### Authier
| Candidats pour la mairie | Vote            | %               |
| ------------------------ | --------------- | --------------- |
| Pierre Lambert           | Sans opposition | Sans opposition |

### Authier-Nord
| Candidats pour la mairie | Vote            | %               |
| ------------------------ | --------------- | --------------- |
| Alain Gagnon (Sortant)   | Sans opposition | Sans opposition |

### Barraute
| Candidats pour la mairie | Vote            | %               |
| ------------------------ | --------------- | --------------- |
| Marcel Massé (Sortant)   | Sans opposition | Sans opposition |

Élection partielle au poste de maire en novembre 2006.
- Déclenchée en raison du décès du maire Marcel Massé en juillet 2006[2].
- Élection de Lionel Pelchat, conseiller #1, au poste de maire de Barraute[2].

| Candidats pour la mairie                  | Vote | %     |
| ----------------------------------------- | ---- | ----- |
| Lionel Pelchat (Sortant d'un autre poste) | n/d  | ~68,0 |
| Daniel Beaulieu (Sortant)                 | n/d  | ~32,0 |
| Taux de participation : 51,3 %            |      |       |

### Béarn
| Candidats pour la mairie | Vote            | %               |
| ------------------------ | --------------- | --------------- |
| Luc Lalonde              | Sans opposition | Sans opposition |

### Belcourt
| Candidats pour la mairie | Vote            | %               |
| ------------------------ | --------------- | --------------- |
| Carol Nolet              | Sans opposition | Sans opposition |

### Belleterre
| Candidats pour la mairie      | Vote            | %               |
| ----------------------------- | --------------- | --------------- |
| Jean-Pierre Charron (Sortant) | Sans opposition | Sans opposition |

### Berry
| Candidats pour la mairie          | Vote | %     |
| --------------------------------- | ---- | ----- |
| Jules Grondin                     | 124  | 55,61 |
| Jacques Hébert (Sortant)          | 99   | 44,39 |
| Nombre d'électeurs inscrits : 410 |      |       |

### Champneuf
| Candidats pour la mairie   | Vote            | %               |
| -------------------------- | --------------- | --------------- |
| Rosaire Guénette (Sortant) | Sans opposition | Sans opposition |

### Chazel
| Candidats pour la mairie | Vote            | %               |
| ------------------------ | --------------- | --------------- |
| Denis Hince              | Sans opposition | Sans opposition |

### Clermont
| Candidats pour la mairie | Vote            | %               |
| ------------------------ | --------------- | --------------- |
| Lucie Hardy              | Sans opposition | Sans opposition |

### Clerval
| Candidats pour la mairie   | Vote            | %               |
| -------------------------- | --------------- | --------------- |
| Claude Lamoureux (Sortant) | Sans opposition | Sans opposition |

### Duhamel-Ouest
| Candidats pour la mairie | Vote            | %               |
| ------------------------ | --------------- | --------------- |
| Alain Sarrazin           | Sans opposition | Sans opposition |

### Duparquet
| Candidats pour la mairie | Vote            | %               |
| ------------------------ | --------------- | --------------- |
| Gilbert Rivard (Sortant) | Sans opposition | Sans opposition |

### Dupuy
| Candidats pour la mairie | Vote            | %               |
| ------------------------ | --------------- | --------------- |
| Marc-André Côté          | Sans opposition | Sans opposition |

### Fugèreville
| Candidats pour la mairie          | Vote | %     |
| --------------------------------- | ---- | ----- |
| Kim Gauthier                      | 153  | 53,13 |
| André Pâquet (Sortant)            | 135  | 46,87 |
| Nombre d'électeurs inscrits : 357 |      |       |

### Gallichan
| Candidats pour la mairie          | Vote | %     |
| --------------------------------- | ---- | ----- |
| Émilien Larochelle                | 135  | 63,98 |
| Sylvie Branconnier Cadrin         | 76   | 36,02 |
| Nombre d'électeurs inscrits : 380 |      |       |

### Guérin
| Candidats pour la mairie | Vote            | %               |
| ------------------------ | --------------- | --------------- |
| Maurice Laverdière       | Sans opposition | Sans opposition |

### Kipawa
| Candidats pour la mairie | Vote            | %               |
| ------------------------ | --------------- | --------------- |
| Marie Lefebvre (Sortant) | Sans opposition | Sans opposition |

### La Corne
| Candidats pour la mairie | Vote            | %               |
| ------------------------ | --------------- | --------------- |
| Michel Lévesque          | Sans opposition | Sans opposition |

### La Morandière
| Candidats pour la mairie          | Vote | %     |
| --------------------------------- | ---- | ----- |
| Micheline Bureau (Sortant)        | 125  | 78,62 |
| Jean-Luc Lessard                  | 34   | 21,38 |
| Nombre d'électeurs inscrits : 223 |      |       |

### La Motte
| Candidats pour la mairie | Vote            | %               |
| ------------------------ | --------------- | --------------- |
| René Martineau (Sortant) | Sans opposition | Sans opposition |

### La Reine
| Candidats pour la mairie    | Vote            | %               |
| --------------------------- | --------------- | --------------- |
| Jacques Perreault (Sortant) | Sans opposition | Sans opposition |

- Jean-Guy Boulet, conseiller #6, devient maire de La Reine en cours de mandat[Quand ?]

### La Sarre
| Candidats pour la mairie | Vote            | %               |
| ------------------------ | --------------- | --------------- |
| Normand Houde            | Sans opposition | Sans opposition |

### Laforce
| Candidats pour la mairie | Vote            | %               |
| ------------------------ | --------------- | --------------- |
| Gérald Charron (Sortant) | Sans opposition | Sans opposition |

### Landrienne
| Candidats pour la mairie   | Vote            | %               |
| -------------------------- | --------------- | --------------- |
| François Lemieux (Sortant) | Sans opposition | Sans opposition |

### Latulipe-et-Gaboury
| Candidats pour la mairie | Vote            | %               |
| ------------------------ | --------------- | --------------- |
| Réjean Paquin            | Sans opposition | Sans opposition |

- Yvon Gingras devient maire de Latulipe-et-Gaboury en cours de mandat[Quand ?]

### Launay
| Candidats pour la mairie | Vote            | %               |
| ------------------------ | --------------- | --------------- |
| Rosaire Thibeault        | Sans opposition | Sans opposition |

- Gilles Labbé, conseiller #3, devient maire de Launay en cours de mandat[Quand ?]

### Laverlochère
| Candidats pour la mairie   | Vote            | %               |
| -------------------------- | --------------- | --------------- |
| Normand Bergeron (Sortant) | Sans opposition | Sans opposition |

- Daniel Barrette, conseiller #3, devient maire en cours de mandat[Quand ?].

### Lorrainville
| Candidats pour la mairie            | Vote | %     |
| ----------------------------------- | ---- | ----- |
| Marc Champagne                      | 321  | 57,73 |
| Philippe Boutin (Sortant)           | 235  | 42,27 |
| Nombre d'électeurs inscrits : 1 068 |      |       |

### Macamic
| Candidats pour la mairie            | Vote | %     |
| ----------------------------------- | ---- | ----- |
| Daniel Rancourt                     | 408  | 51,32 |
| Claude Morin                        | 387  | 48,68 |
| Nombre d'électeurs inscrits : 2 024 |      |       |

### Malartic
| Candidats pour la mairie            | Vote | %     |
| ----------------------------------- | ---- | ----- |
| Fernand Carpentier (Sortant)        | 921  | 78,38 |
| Thomas (Tom) Hunter                 | 208  | 17,70 |
| Clément Pomerleau                   | 46   | 3,92  |
| Nombre d'électeurs inscrits : 2 717 |      |       |

Élection partielle au poste de maire le 17 novembre 2008.
- Organisée en raison du déménagement du maire Fernand Carpentier dans une autre ville[3].
- Élection par acclamation d'André Vezeau au poste de maire[3].

| Candidats pour la mairie | Vote            | %               |
| ------------------------ | --------------- | --------------- |
| André Vezeau             | Sans opposition | Sans opposition |

### Moffet
| Candidats pour la mairie  | Vote            | %               |
| ------------------------- | --------------- | --------------- |
| Michel Paquette (Sortant) | Sans opposition | Sans opposition |

### Nédélec
| Candidats pour la mairie | Vote            | %               |
| ------------------------ | --------------- | --------------- |
| Carmen Rivard (Sortante) | Sans opposition | Sans opposition |

### Normétal
| Candidats pour la mairie | Vote            | %               |
| ------------------------ | --------------- | --------------- |
| Daniel Therrien          | Sans opposition | Sans opposition |

- Jean Bergeron devient maire de Normétal en cours de mandat[Quand ?]

### Notre-Dame-du-Nord
Aucun candidat à la mairie

### Palmarolle
| Candidats pour la mairie | Vote            | %               |
| ------------------------ | --------------- | --------------- |
| Pierre Vachon (Sortant)  | Sans opposition | Sans opposition |

### Poularies
| Candidats pour la mairie | Vote            | %               |
| ------------------------ | --------------- | --------------- |
| Gino Levesque            | Sans opposition | Sans opposition |

### Preissac
| Candidats pour la mairie    | Vote            | %               |
| --------------------------- | --------------- | --------------- |
| Jean-Yves Gingras (Sortant) | Sans opposition | Sans opposition |

### Rapide-Danseur
| Candidats pour la mairie          | Vote | %     |
| --------------------------------- | ---- | ----- |
| Gaston Gadoury                    | 89   | 51,45 |
| André Provencher (Sortant)        | 84   | 48,55 |
| Nombre d'électeurs inscrits : 257 |      |       |

### Rémigny
| Candidats pour la mairie | Vote            | %               |
| ------------------------ | --------------- | --------------- |
| Jocelyn Aylwin (Sortant) | Sans opposition | Sans opposition |

### Rivière-Héva
| Candidats pour la mairie | Vote            | %               |
| ------------------------ | --------------- | --------------- |
| Réjean Guay              | Sans opposition | Sans opposition |

### Rochebaucourt
| Candidats pour la mairie    | Vote            | %               |
| --------------------------- | --------------- | --------------- |
| Daniel Lalancette (Sortant) | Sans opposition | Sans opposition |

### Roquemaure
| Candidats pour la mairie   | Vote            | %               |
| -------------------------- | --------------- | --------------- |
| Marcel Mainville (Sortant) | Sans opposition | Sans opposition |

### Rouyn-Noranda
| Partis                               | Partis                | Candidats pour la mairie | Vote  | %     |
| ------------------------------------ | --------------------- | ------------------------ | ----- | ----- |
|                                      | Équipe Roger Caouette | Roger Caouette           | 8 834 | 59,61 |
|                                      | Équipe Beauchemin     | Jean-Claude Beauchemin   | 5 986 | 40,39 |
| Nombre d'électeurs inscrits : 29 926 |                       |                          |       |       |

Nomination au poste de maire en 2009.
- Nécessaire en raison de la démission du maire Roger Caouette pour raison de santé[4].
- Mario Provencher, conseiller #4, devient maire de Rouyn-Noranda en cours de mandat[Quand ?]

### Saint-Bruno-de-Guigues
| Candidats pour la mairie | Vote            | %               |
| ------------------------ | --------------- | --------------- |
| Gérard Pétrin (Sortant)  | Sans opposition | Sans opposition |

### Saint-Dominique-du-Rosaire
| Candidats pour la mairie  | Vote            | %               |
| ------------------------- | --------------- | --------------- |
| Maurice Godbout (Sortant) | Sans opposition | Sans opposition |

### Saint-Édouard-de-Fabre
| Candidats pour la mairie | Vote            | %               |
| ------------------------ | --------------- | --------------- |
| Serge Marcil (Sortant)   | Sans opposition | Sans opposition |

- Réjean Drouin devient maire de Saint-Édouard-de-Fabre en cours de mandat[Quand ?]

### Saint-Eugène-de-Guigues
Aucun candidat à la mairie

### Saint-Félix-de-Dalquier
| Candidats pour la mairie   | Vote            | %               |
| -------------------------- | --------------- | --------------- |
| Rosaire Mongrain (Sortant) | Sans opposition | Sans opposition |

- Luc Pomerleau, conseiller #1, devient maire de Saint-Félix-de-Dalquier en cours de mandat[Quand ?]

### Saint-Lambert
| Candidats pour la mairie          | Vote | %     |
| --------------------------------- | ---- | ----- |
| Marco Morin (Sortant)             | 108  | 77,14 |
| Roger Couture                     | 32   | 22,86 |
| Nombre d'électeurs inscrits : 185 |      |       |

### Saint-Marc-de-Figuery
| Candidats pour la mairie | Vote            | %               |
| ------------------------ | --------------- | --------------- |
| Jacques Riopel           | Sans opposition | Sans opposition |

### Saint-Mathieu-d'Harricana
| Candidats pour la mairie          | Vote | %     |
| --------------------------------- | ---- | ----- |
| Gaétan Chénier (Sortant)          | 211  | 56,87 |
| Gabriel Soumis                    | 160  | 43,13 |
| Nombre d'électeurs inscrits : 557 |      |       |

### Sainte-Germaine-Boulé
| Candidats pour la mairie | Vote            | %               |
| ------------------------ | --------------- | --------------- |
| Jaclin Bégin (Sortant)   | Sans opposition | Sans opposition |

### Sainte-Gertrude-Manneville
| Candidats pour la mairie  | Vote            | %               |
| ------------------------- | --------------- | --------------- |
| Clément Turgeon (Sortant) | Sans opposition | Sans opposition |

### Sainte-Hélène-de-Mancebourg
| Candidats pour la mairie | Vote            | %               |
| ------------------------ | --------------- | --------------- |
| Florent Bédard (Sortant) | Sans opposition | Sans opposition |

### Senneterre (paroisse)
| Candidats pour la mairie          | Vote | %     |
| --------------------------------- | ---- | ----- |
| Céliane Taillefer                 | 347  | 65,72 |
| Pierre Patry                      | 140  | 26,52 |
| Raymond Bilodeau (Sortant)        | 41   | 7,76  |
| Nombre d'électeurs inscrits : 973 |      |       |

### Senneterre (ville)
| Candidats pour la mairie            | Vote  | %     |
| ----------------------------------- | ----- | ----- |
| Jean-Maurice Matte (Sortant)        | 1 062 | 85,43 |
| Sylvy Bélanger                      | 181   | 14,57 |
| Nombre d'électeurs inscrits : 2 316 |       |       |

### Taschereau
| Candidats pour la mairie | Vote            | %               |
| ------------------------ | --------------- | --------------- |
| Jean-Marie Poulin        | Sans opposition | Sans opposition |

### Témiscaming
| Candidats pour la mairie   | Vote            | %               |
| -------------------------- | --------------- | --------------- |
| Philippe Barette (Sortant) | Sans opposition | Sans opposition |

### Trécesson
| Candidats pour la mairie          | Vote | %     |
| --------------------------------- | ---- | ----- |
| Jacques Trudel                    | 212  | 58,24 |
| Ghislain Nadeau                   | 143  | 39,29 |
| Jeannine Caron                    | 9    | 2,47  |
| Nombre d'électeurs inscrits : 856 |      |       |

### Val-d'Or
| Candidats pour la mairie             | Vote  | %     |
| ------------------------------------ | ----- | ----- |
| Fernand Trahan (Sortant)             | 7 106 | 74,12 |
| Norbert DesLauriers                  | 2 481 | 25,88 |
| Nombre d'électeurs inscrits : 23 088 |       |       |

### Val-Saint-Gilles
| Candidats pour la mairie | Vote            | %               |
| ------------------------ | --------------- | --------------- |
| Benoît Sarrazin          | Sans opposition | Sans opposition |

### Ville-Marie
| Candidats pour la mairie | Vote            | %               |
| ------------------------ | --------------- | --------------- |
| Sylvain Trudel (Sortant) | Sans opposition | Sans opposition |